# 川平湾

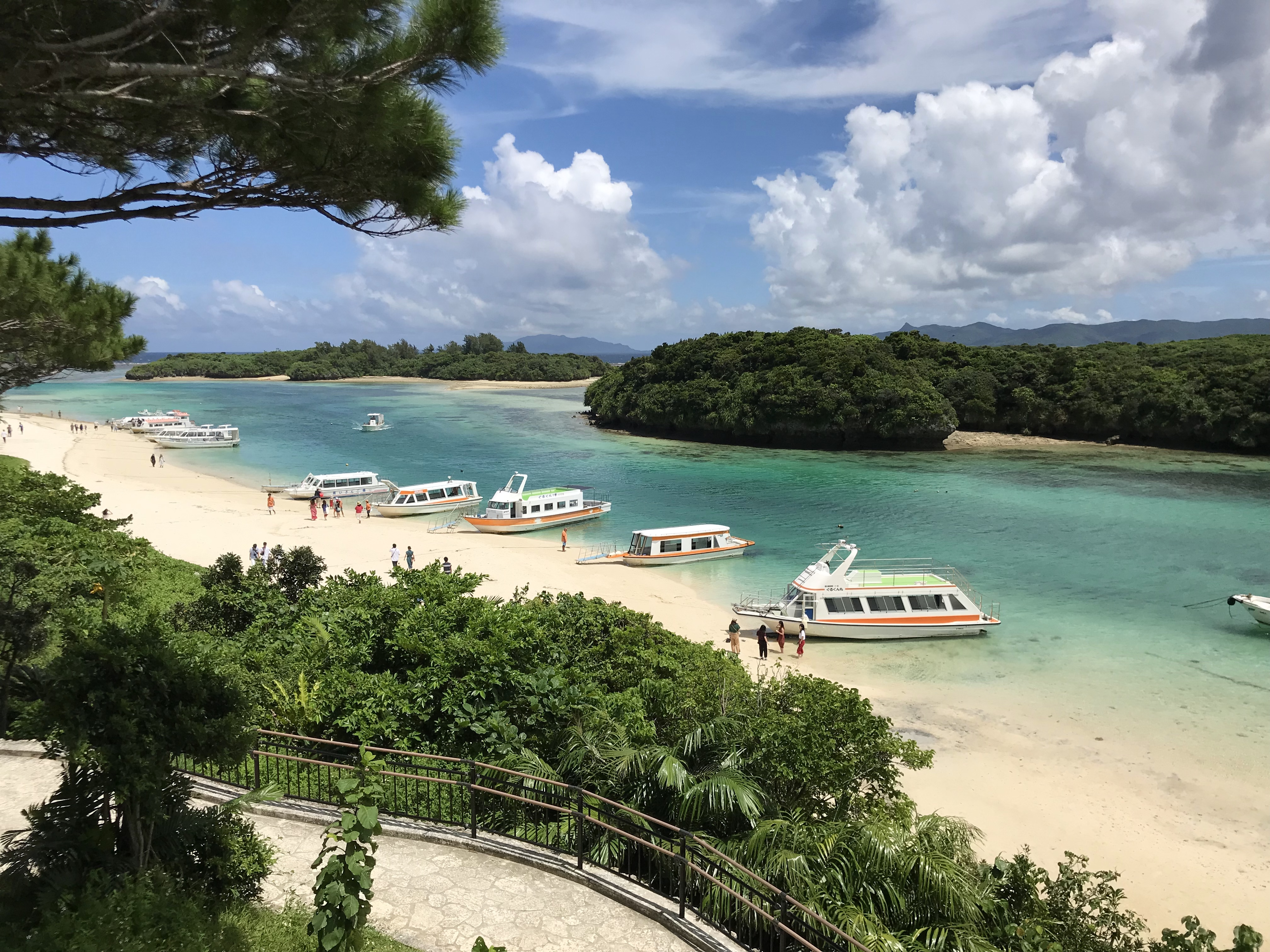
川平公園から望む川平湾（2019年9月11日撮影）

川平湾（かびらわん）は、沖縄県石垣市の石垣島北西部にある湾である。

## 概要

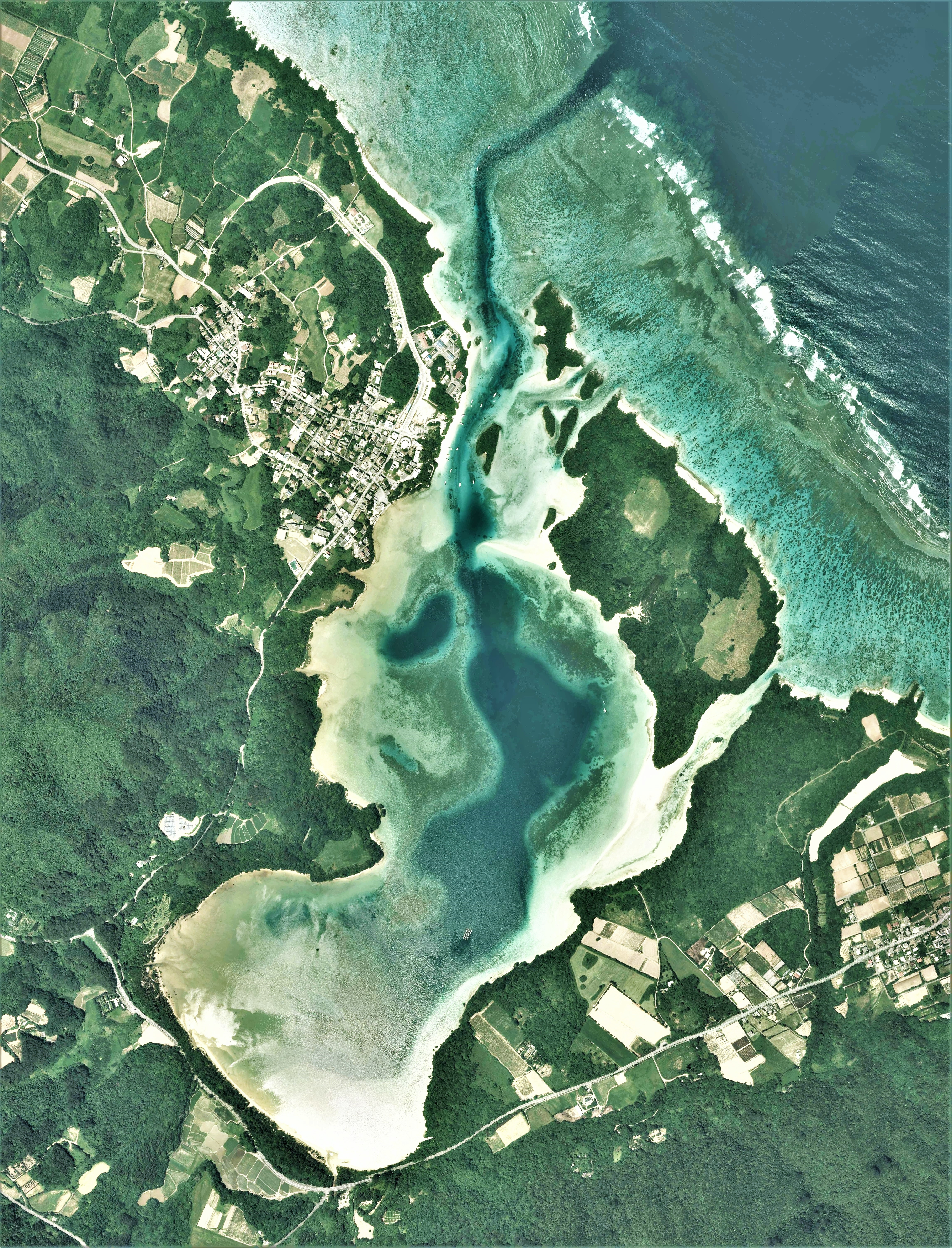
川平湾の空中写真（2015年4月14日撮影の12枚を合成作成）

湾内の海は、光の加減や潮の満ち引きにより刻々とその色を変え、石垣島を代表する景勝地と評される。湾口をふさぐように横たわる小島（くじま）をはじめとする小さな島が湾内に点在し、海中には数多くの種類の造礁サンゴが群落を形成している。
1997年9月11日に「川平湾及び於茂登岳」として国の名勝に指定されている。また、2007年8月1日に西表国立公園が拡張され西表石垣国立公園となった際に、第1種特別地域に指定されている。
湾内のサンゴ礁の景観は観光用のグラスボートから鑑賞することができる。潮流が強いため遊泳は禁止されている。
琉球真珠による黒真珠の養殖でも知られているが、近年急速な水質汚染ならびに汽水化が進行しており、早急な対策が望まれている。

## 湾内の島

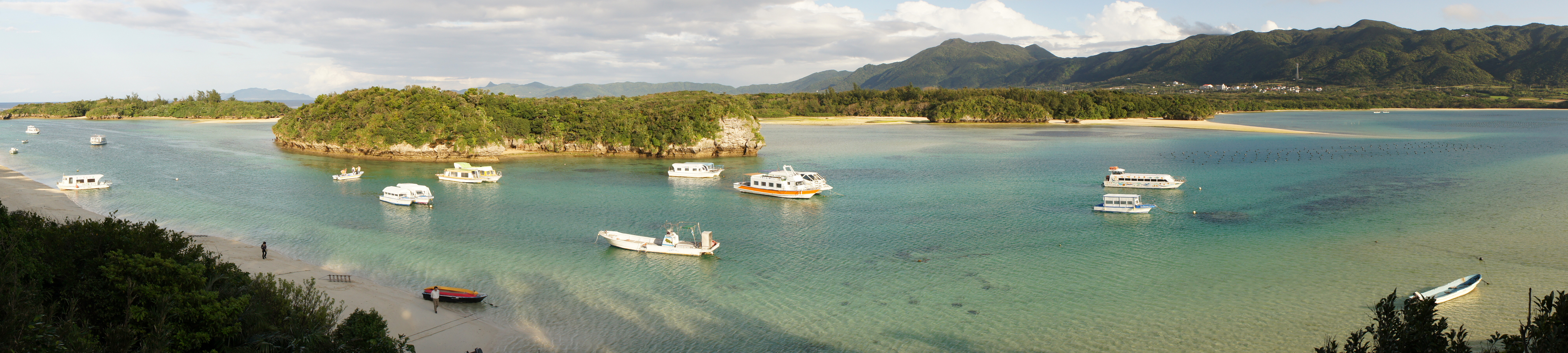
左からマジパナリ、ムクパナリ、奥に川平湾小島

- 川平湾小島
川平湾内で最大の島。第二次世界大戦前から戦後にかけてサトウキビが栽培されていた[4]。
- マジパナリ（真謝離）
川平湾内で2番目の大きさの島。かつて真謝という人物が沖縄本島からこの島に流刑にされたことから名付けられた[5]。マジャパナリとも[4]。
- サイパナリ（サイ離）
白鷺（石垣方言でサイ）の群が休むことから名付けられた[4][5]。
- ムクパナリ（婿離）
- ユミパナリ（嫁離）
この2つの島には、川平湾の両岸に位置する川平村と仲筋村の男女が悲恋の末に身を変えたものであるという伝説が残っている[4][5]。ムクパナリには琉球真珠の創業初期に挿核手術室が置かれていた[6]。
- マヤパナリ（マヤ離）
家鶏を殺す猫（石垣方言でマヤ）が捨てられたことから名付けられた[4][5]。
- クバパナリ（クバ離）
ビロウ（石垣方言でクバ）が群生していたことから名付けられた[4][5]。
- キダパナリ（キダ離）
コクタン（石垣方言でキダ）が群生していたことから名付けられた[5]。
- チャバンチキパナリ（チャバンチキ離）[5]